# Liolaemus lemniscatus
La lagartija lemniscata (Liolaemus lemniscatus) es una especie de pequeño lagarto de la familia Liolaemidae endémica de Argentina y Chile. Está ampliamente distribuida en Chile, desde Huentelauquén (región de Coquimbo) hasta el norte de Valdivia, entre el nivel del mar y los 2100 m s. n. m. Es una de las lagartijas más comunes de Chile. Suele habitar entre las rocas y zonas de vegetación abierta. Es una especie insectívora y se alimenta principalmente de abejas, avispas, escarabajos y tenebrios.

## Descripción
Lagartija de tamaño pequeño (52 mm desde el hocico a la cloaca, la cola representa cerca de dos tercios de la longitud total) y aspecto grácil, con extremidades proporcionadas y poco robustas. Coloración general del dorso café, con una banda occipital café amarillenta, la que se extiende desde la región occipital hasta la base de la cola y a los lados izquierdo y derecho de esta banda se presentan bandas transversales negras y manchas celestes (en las hembras generalmente las manchas celestes son de tonos blancos).  Presenta escamas triangulares grandes e imbricadas en el dorso. Al costado, entre ambas extremidades, se extiende una cinta blanco amarillenta que divide los flancos, los cuales varían de tonos rojizos a amarillentos, siendo generalmente de coloración más intensa en machos. El vientre es pálido y la garganta presenta líneas negras. Únicamente los machos presentan de dos a tres poros precloacales. Especie diurna, vive en ambientes de matorrales y espinales ralos, así como en praderas de vegetación herbácea. Es una especie tanto terrícola como saxícola. Es ovípara, con una puesta anual de hasta 4 huevos elíticos.  Su alimentación es exclusivamente insectívora.